# Elecciones estatales de Baja California Sur de 2018
Las Elecciones estatales de Baja California Sur se realizaron el 1 de julio de 2018, simultáneamente con las elecciones federales, y en ellas se renovaron los siguientes cargos de elección popular:
- 21 diputados del Congreso del Estado. De los cuales 16 son electos por mayoría relativa y 5 por representación proporcional.
- 5 ayuntamientos. Compuestos por un presidente municipal y sus regidores. Electos para un periodo de tres años, no reelegibles para el periodo siguiente.

## Organización

### Partidos políticos
En las elecciones estatales tienen derecho a participar doce partidos políticos. Nueve son partidos políticos con registro nacional: Partido Acción Nacional (PAN), Partido Revolucionario Institucional (PRI), Partido de la Revolución Democrática (PRD), Partido del Trabajo (PT), Partido Verde Ecologista de México (PVEM), Movimiento Ciudadano (MC), Nueva Alianza (PANAL) Movimiento Regeneración Nacional (MORENA), y Partido Encuentro Social (PES). Y tres son partidos políticos estatales: Partido Humanista de Baja California Sur (PHBCS), Baja California Sur Coherente (BCSC) y Partido de Renovación Sudcaliforniana (PRS).

### Congreso del Estado de Baja California Sur

Diputados XVI Legislatura del Congreso del Estado de Baja California Sur.

### Proceso electoral
La campaña electoral inicia el 29 de abril de 2018 para todos los cargos de elección popular del estado y se extiende durante dos meses, hasta el 27 de junio. La votación está programada para celebrarse el 1 de julio de 2018, de las 8 de la mañana a las 6 de la tarde, en simultáneo con las Elecciones federales de 2018.

### Distritos electorales
Para la elección de diputados de mayoría relativa del Congreso del Estado de Baja California Sur el estado se divide en 16 distritos electorales.
| Distrito | Cabecera            | Municipios     | Mapa |
| -------- | ------------------- | -------------- | ---- |
| 1        | San José del Cabo   | Los Cabos      |      |
| 2        | La Paz              | La Paz         |      |
| 3        | La Paz              | La Paz         |      |
| 4        | La Paz              | La Paz         |      |
| 5        | La Paz              | La Paz         |      |
| 6        | La Paz              | La Paz         |      |
| 7        | San José del Cabo   | Los Cabos      |      |
| 8        | Cabo San Lucas      | Los Cabos      |      |
| 9        | Cabo San Lucas      | Los Cabos      |      |
| 10       | Ciudad Constitución | Comondú        |      |
| 11       | Ciudad Constitución | Comondú        |      |
| 12       | San José del Cabo   | Los Cabos      |      |
| 13       | Loreto              | Loreto, Mulege |      |
| 14       | Guerrero Negro      | Mulege         |      |
| 15       | La Paz              | La Paz         |      |
| 16       | Cabo San Lucas      | Los Cabos      |      |

### Ayuntamientos

Alcaldías del Estado de Baja California Sur